# راسبورة سومطرية
راسبورة سومطرية (الاسم العلمي: Rasbora sumatrana) هي نوع من الأسماك تتبع جنس الراسبورة من فصيلة الشبوطيات.